# Lorain County
Lorain County är ett administrativt område i delstaten Ohio, USA. År 2010 hade countyt 301 356 invånare. Den administrativa huvudorten (county seat) är Elyria.

## Geografi
Enligt United States Census Bureau har countyt en total area på 2 391 km². 1 276 km² av den arean är land och 1 115 km² är vatten.

### Angränsande countyn
- Cuyahoga County - öst
- Medina County - sydost
- Ashland County - syd
- Huron County - sydväst
- Erie County - väst
- Ontario, Kanada - nord

### Städer
- Amherst
- Avon
- Avon Lake
- Elyria (huvudort)
- Lorain
- North Ridgeville
- Oberlin
- Sheffield Lake
- Vermilion (delvis i Erie County)